# Кодифікація
Кодифікація — це засіб систематизації нормативних актів, здійснюється шляхом перероблення та зведення правових норм, що містяться в різних актах, у логічно узгоджений нормативно-правовий акт, який системно і вичерпно регулює певну сферу суспільних відносин, як правило, на галузевому рівні.
Кодифікація є важливим видом законодавчої діяльності та відіграє вагому роль у розвитку права. Метою кодифікації є забезпечення єдиного систематизованого регулювання відносин у певній сфері, в результаті якого законодавство буде розвиватися. 

## Історія кодифікації
Історія кодифікації бере свій початок ще з Стародавнього Риму, де найвідомішими були кодифікації Юстиніана VI, яким передували «конституції» імператорів (або імператорські норми права).
Як відомо, «кодифікація Юстиніана відрізняється від попередніх кодифікацій незрівнянно великим розмахом і більш високою творчою силою. У ній виявляється не тільки більш широка основа джерел і більше їх використання, але і набагато більш ретельна обробка обраних текстів». Ця кодифікація ґрунтувалася на інституціях Гая (II ст.) у сфері цивільно-правових відносин. ЇЇ частини були присвячені «особам», «речам», правам на речі, спадкоємному і зобов'язальному праву.
В результаті засвоєння римських юридичних концепцій, давньоримські ідеї кодифікації стали основою для упорядкування законодавства у Західній Європі XVIII—XIX ст., який досі діє в ряді країн у вдосконаленому вигляді.
Прикладами можуть слугувати:
- Кодекс Наполеона 1804 року, який діяв не лише у Франції, а й у Італії, Бельгії, Німеччині, Польщі.
- Прусське земське укладення 1794 року, яке зберігало норми феодального права.
- Австрійське укладення 1811 року, що діє і тепер.

Наприкінці XIX століття було прийнято Німецьке Цивільне укладення (1900 р.), яке стало одним з глибоких за змістом цивільно-правових кодифікацій.  Наступним був Цивільний кодекс Швейцарії (1907 р.), який створив в основному професор Є. Губер самостійно і саме тому цей кодекс вважають унікальним.

### Історія кодифікації в Україні
У процесі інтенсивного розвитку суспільно-політичного і правового життя, в Україні, у першій чверті XVIII ст., з'явилась потреба кодифікації права. З самого початку кодифікації здійснювали приватні особи, які упорядкували нормативну базу окремих інститутів та галузей права. Прикладом є створення «ручних книг» (збірників законів створених за допомогою неофіційної інкорпорації) для суддів.
У першій половині XVIII століття, 28 серпня 1728 року, за указом імператриці Анни, було створено кодифікаційну комісію для створення Зводу законів. Це поклало початок діяльності щодо кодифікації права в Україні.
У 1728 році комісія мала 12 членів, а з 1738 року їх стало 18.
Члени комісії, як на той час, дуже добре вміли систематизувати законодавство. Вони по-своєму розміщували матеріали, на відміну від Литовського статуту та інших джерел, які комісія використовувала у своїй діяльності.
«Процесе краткий приказной, изданный при резиденции гетьманской» (1734 р.). став першою пам'яткою під час розвитку історії українського права в першій половині XVIII ст. Його структура містить: вступ, 13 параграфів, додаток і характеристики порядку винесення вироків. В основну частину було покладено нормативні акти, які регулювали судовий процесс того часу.
Одними з найвідоміших кодифікацій права в Україні початку XVIII ст. були «Права, за якими судиться малоросійський народ» (1743 р.), які мали передмову і 30 розділів, що поділялися на 531 артикул і 1716 пунктів.
У 1750—1758 роках, Федір Чуйкевич, який був кандидатом у члени Генерального військового суду, за дорученням гетьмана Кирила Розумовського, здійснив приватну кодифікацію і створив збірник під назвою «Суд і розправа в правах малоросійських».
В. Кондратьєв у 1764 р. уклав збірник, який мав назву «Книга Статут та інші права малоросійські». Даний документ мав спільні риси з «Судом і розправою в правах малоросійських».
Систематизація правових норм в Україні продовжувала розвиватись в швидкому темпі і наступним кроком у цьому розвитку стало підготування у 1767 році збірника під назвою «Екстракт малоросійських прав» під керівництвом Олександра Безбородька, який був секретарем Малоросійської колегії та членом Генерального суду.
Коли остаточно було ліквідовано автономію на території України, чиновники Малоросійської експедиції Сенату розробили новий збірник правових норм, в основу якого поклали « Екстракт малоросійських прав» О. Безбородька. В новій редакції цей збірник дістав назву «Екстракт з указів, інструкцій і настанов» (1786 р.) та містив норми українського права і російського законодавства водночас.
В Україні першої половини XIX ст. кодифікація правових норм відбувалася в нових умовах життя українського народу, що пов'язані зі змінами в соціально-економічній і політичній сферах. Місце національної державності зайняла російська імперія зі своїм бюрократичним апаратом.
На початку 1804 року була створена кодифікаційна комісія, яка складалась з трьох експедицій (відділень). Одне з них займалося правом Лівобережної та Правобережної України. Комісія підготувала "Збори малоросійських прав " (1807 р.), що стали першим в Україні систематизованим збірником норм цивільного права, які насправді діяли. Його джерелами були Литовські статути, Магдебурзьке і звичаєве право.
Систематизація чинних правових норм в Україні була представлена збіркою «Звід місцевих законів західних губерній» (1830—1864 рр.), яка стала останньою спробою українських юристів щодо відокремлення українського права.
Державна рада Росії  у 1833 р. затвердила проект «Зводу», але юридичної сили, через деякі фактори, він так і не набув. Саме тоді відбулось поширення на Україну російської системи права і було введено «Звід законів Російської імперії».
Після закінчення громадянської війни в СРСР розпочалися кодифікаційні роботи  в основних галузях права. Кодифікація відбувалася в основному на рівні союзних республік. На рівні Союзу приймалися Основні початки по окремих галузях права.
У післявоєнний період (особливо 50-60-ті роки) відбулась друга масштабна кодифікація радянського законодавства у результаті якої були прийняті:
- Союзні Основи законодавства;
- Цивільний кодекс;
- Цивільно-процесуальний кодекс;
- Кримінальний кодекс;
- Кримінально-процесуальний кодекс.

Всього в 1958—1977 рр. було прийнято 15 Основ законодавства. В 70-80-ті роки також відбувалась кодифікація, але менш інтенсивно. В цей час були прийняті:
- Кодекс Української РСР (1983);
- Кодекс України про адміністративні правопорушення (1984)[4]

В Україні ідея щодо прийняття Виборчого кодексу України з'явилася у середині 90-х років ХХ століття. З того часу до Верховної Ради України було внесено низку проектів Виборчого кодексу України. Найбільшого успіху досяг проект Виборчого кодексу України (№ 3112-1 від 2 жовтня 2015 року), який 7 листопада 2017 року було ухвалено Верховною Радою України у першому читанні.

## Характеристика
Ознаки кодифікації:
- завжди є офіційною систематизацією, що здійснюється виключно в межах нормотворчої діяльності;
- результатом кодифікації є видання нового нормативно-правового акта;
- здійснюється винятково спеціально уповноваженими органами держави;
- її метою є кардинальна переробка або удосконалення змісту законодавчого регулювання;
- при кодифікаційних роботах, у зміст правового регулювання вносять суттєві зміни аж до скасування існуючих і створення принципово нових правил поведінки;
- здійснюється в межах певної галузі законодавства, тому в її основі мають бути предмет і метод правового регулювання;
- кодифікаційний акт регулює значну і досить широку сферу відносин (майнові, трудові, шлюбно-сімейні відносини, боротьбу із злочинністю);
- з набранням чинності кодифікаційним актом попередні акти, що регулюють аналогічні суспільні відносини, втрачають чинність повністю або в частині, що суперечить цьому акту.

Кодифікація сприяє посиленню стабільності законодавства, створенню чіткої системи нормативних актів, забезпечує оптимальну скоординованість чинних норм, створення в законодавстві укрупнених нормативних блоків. Вона дозволяє вирішити два взаємопов'язаних завдання — вдосконалювати зміст і форму законодавства. Результатом кодифікації є нормативно-правовий акт (кодекс, інструкція, положення тощо).
Кодифікаційні акти становлять той фундамент, на якому будується нове законодавство, впорядковують нормативно-правовий масив, усувають наявні суперечності, уніфікують правовий категорійний апарат, забезпечують єдність термінологічно-мовного оформлення законодавчих актів.
Кодифікація не обмежується приведенням в порядок тексту чинних актів, а, виходячи із загальних принципів даної правової системи, враховуючи предмет і метод правового регулювання, не просто об'єднує і систематизує наявні правові акти, а переробляє їх зміст, в одному зведеному акті струнко і внутрішньо узгоджено викладає правові настанови, які максимально повно регулюють певну сферу суспільних відносин. При цьому припускається критична переоцінка чинних правових норм, перегляд нормативних актів, усунення неузгодженості та суперечностей між ними, заповнення прогалин у праві, заміна застарілих норм новими. Результатом кодифікації є новий зведений законодавчий акт, що змінює нормативні акти, які діяли раніше.

## Види та методи
У юридичній літературі виокремлюють такі кодифікації:
1. загальну, в результаті утворюється кодифікований нормативний акт з основних галузей права (Звід законів);
2. галузеву, здійснюється на рівні певної галузі законодавства (основи законодавства, Цивільний, Кримінальний, Сімейний кодекси);
3. спеціальну (міжгалузеву), здійснюється в межах певної галузі законодавства чи інституту (Повітряний, Бюджетний, Лісовий, Митний кодекси).

Методи кодифікації: кодифікація-компіляція, кодифікація-реформа.
- Кодифікація-компіляція передбачає зібрання чинних правових норм та їх приведення в певну кодифіковану форму без істотних змін і доповнень, використовується в разі, якщо метою кодифікації є виключно спрощення та уніфікація законодавства. Приклад: Соборне уложення 1649 р.
- Кодифікація-реформа передбачає зібрання правових норм та їх приведення в певну кодифіковану форму зі змінами і доповненнями, передбачає більш високий рівень юридичної науки та нормотворчої майстерності. Приклади: Французький цивільний кодекс 1804 р., Кодекс адміністративного судочинства України.

## Кодифікаційні акти
Кодифікація є різновидом правоустановчого процесу. Якщо результатом поточного законодавства є утворення окремих законодавчих актів, то кодифікація впорядковує значну частину чинного законодавства, об'єднуючи їх у певній галузі права, змінюючи, доповнюючи і перетворюючи. Внаслідок кодифікації з'являються переважно широкі за змістом законодавчі акти, що регулюють значну частину суспільних відносин у сфері дії певної галузі права.
Кодифікація спрямована на створення більш стійких стабільних норм, розрахованих на тривалий період їх дії. Ефективність кодифікованого акта багато в чому залежить від того, чи зможе законодавець врахувати об'єктивні тенденції розвитку відносин, які є предметом регулювання такого акта, їх динаміку.
Предмет кодифікації звичайно визначається залежно від поділу системи законодавства на галузі і інститути. Кодифікація закріплює системність нормативних актів, їх юридичну єдність і узгодженість. Кодифікований акт, звичайно, очолює систему взаємопов'язаних нормативних актів, що утворюють певну галузь, підгалузь чи окремий інститут законодавства. Акт кодифікації завжди значний за обсягом, має складну структуру. Це своєрідний укрупнений блок законодавства, який забезпечує більш чітку побудову системи нормативних приписів, а також зручність їх використання.
Головними видами кодифікаційних актів є основи законодавства і кодекси.

### Основи законодавства
Основи законодавства- це кодифікаційний акт, що містить найзагальніші норми і визначає цілі та принципи правового регулювання певної групи суспільних відносин. Основи законодавства активно використовуються законодавчою практикою. Основи законодавства звичайно очолюють ті чи інші галузі або інститути права, забезпечують взаємоузгодженість всіх норм відповідних галузей і інститутів. Вони поділяються на великі відокремлені підрозділи (розділи, глави). У них визначаються єдині для всіх суб'єктів принципи регулювання, надаються визначення важливих понять, що використовуються у відповідній сфері.

### Кодекс
Кодекс- це єдиний, зведений, юридично і логічно цілісний, внутрішньо узгоджений нормативно-правовий акт, що забезпечує регулювання суспільних відносин у відповідній галузі чи підгалузі законодавства. Кодекс — є найуживанішим видом кодифікованого акта, детально і конкретно регулює певну сферу відносин і підлягає безпосередньому застосуванню. Кодекс або повністю поглинає всі норми відповідної галузі (Кримінальний кодекс), або містить основну, за обсягом найважливішу частину таких норм (Цивільний кодекс, Кодекс законів про працю). Поряд з нормами-принципами і нормами-дефініціями у кодексах формулюються норми безпосереднього регулювання, конкретні варіанти поведінки, що складають основний їх зміст.Кодекс — оптимальний варіант узагальнення і систематизації законодавства за певним напрямом, дієвий засіб ліквідації множинності актів з одного і того ж питання.
У правовій системі можуть існувати й інші види кодифікаційних актів: статути, положення, правила.
Особливою формою систематизації законодавства є створення зводу законів — зібрання в одному виданні всього чинного законодавства держави, об'єднаного за хронологічним або тематичним принципом. Звід законів сприяє зміцненню правової основи державного та суспільного життя, забезпечує найбільшу стабільність і доступність законодавства для всіх громадян, подальше зміцнення законності, посилення охорони правопорядку, інтересів суспільства, прав і свобод громадян.